# Straumen, Trøndelag
Straumen är en tätort i Norge, centralort i Inderøy kommun, Trøndelag fylke. Orten har namn efter sundet som förbinder Borgenfjorden med resten av Trondheimsfjorden och har en av Norges starkaste tidvattenströmmar. Straumen fungerade som residensstad för dåvarande Nordre Trondhjems amt (som senare bytte namn till Nord-Trøndelag fylke) ända fram till 1900-talet, då fylkesadministrationen flyttade till Steinkjer.